# Проблема прилова морских млекопитающих
Проблема взаимодействия морских млекопитающих и орудий лова на рыбных промыслах всё чаще и чаще привлекает внимание общества как часть воздействия рыболовства на состояние природной среды. Наибольшее внимание, как правило, уделяется фактам гибели этих животных. Но случаи запутывания в обрывках утерянных рыбаками частей орудий добычи (сети, канаты и т. п.) также довольно часты.
Попадание морских млекопитающих в орудия лова носит у рыбаков общее название — прилов. Прилов — неумышленная добыча, попадающая в сети в промышленном рыболовстве. Термин «прилов» широко используется для обозначения части улова, непреднамеренно пойманного во время промысловой операции, в дополнение к целевым видам, и состоящего как из других промысловых или непромысловых видов рыб (также известных как выбросы), так и из случайных уловов уязвимых видов (а именно морских черепах, морских птиц, пластиножаберных и морских млекопитающих). Прилов морских млекопитающих не обязательно заканчивается гибелью особи, довольно часто животные оказываются живы и выпущены обратно в море.
Гибель морских млекопитающих в орудиях лова 
Случаи гибели отмечены для множества морских животных — от различных беспозвоночных и рыб до птиц и млекопитающих. Изучение влияния рыбных промыслов на популяции животных случайно попадающих в орудия лова показало, что некоторые виды оказались на грани вымирания из-за частой смертности в рыболовных снастях. Морские млекопитающие попадают в прилов в тралы, яруса, снюрреводы, ставные невода, дрифтерные сети и другие орудия лова. Всё разнообразие рыболовных снастей можно условно разделить на три вида: тралы, яруса и сети.
- Тралы. Тралы имеют разные конструктивные особенности, но, в общем, представляют собой большой сетный буксируемый рыболовным траулером мешок, сделанный из канатов и сетей.
- Яруса. Я́русный лов — метод промышленного рыболовства, при котором для лова рыбы используются крючки с наживкой, прикреплённые к крючковому орудию лова — пелагическому или донному ярусу.
- Сети. Сетные снасти бывают двух типов — объячеивающие (жаберные) и отцеживающие.

Среди всех видов рыбных промыслов наибольшими показателями прилова высших позвоночных животных выделяется морской лов лососей дрифтерными (плавучими) сетями. Показано, что применение дрифтерных сетей приводит к массовой гибели рыб, черепах, птиц и зверей, не являющихся основными объектами промысла. Наиболее подробные сведения о высокой смертности морских птиц и млекопитающих в дрифтерных сетях в период проведения крупномасштабного промысла 1990-х — начала 2000-х гг. опубликованы для широкого круга читателей (Artukhin et al., 2010). Из-за массовой гибели животных, запрет на применение дрифтерных сетей в международных водах Тихого океана сначала ввели в южной части (Веллингтонская конвенция от 24 ноября 1989 г.), а затем и в северной (резолюции Генеральной Ассамблеи ООН № 44/225 от 22 декабря 1989 г. и № 46/215 от 20 декабря 1991 г.). В последние годы к мораторию на использование дрифтерных сетей присоединилась Россия. В федеральный закон N 166-ФЗ «О рыболовстве» была введена статья 50.2. запретившая применение плавных (дрифтерных) сетей в морских водах и исключительной экономической зоне Российской Федерации с 1 января 2016 г.
Во всем мире проводятся работы по оценке влияния промысла и прилова морских млекопитающих на состояние их популяций. В ходе исследований изучают влияние промысла на численность отдельных видов морских млекопитающих, что необходимо для обеспечения устойчивого рыболовства и прохождения экологической сертификации рыбных промыслов. В северо-западной части Тихого океана наблюдения за приловом морских млекопитающих на разных видах промысла единичны. Опросы рыбаков, а также ряд наблюдений, проведенных научными сотрудниками на промысле, подтверждают случаи попадания морских млекопитающих в тралы (Мамаев, Третьяков, 1992; Бурканов и др., 2006; Усатов, Бурканов, 2015). В ходе анализа фотографий серых китов (Eschrichtius robustus), нагуливающихся в водах Восточной Камчатки и западной части Берингова моря, показано, что около 18,7 % китов имеют признаки, указывающие на их взаимодействие с орудиями лова или их частями (Бурканов и др., 2017; Bradford et al., 2009). Опубликован обзор приловов морских млекопитающих в северо-западной части Атлантического океана (Мишин, 2022).
В интернете и научных статьях также можно найти информацию о попадании морских млекопитающих в различные рыбацкие снасти в северо-западной части Тихого океана. В том числе, например, гибель косатки (Orcinus orca), объедавшей уловы с ярусов и запутавшейся в канате ярусного порядка (Белонович и др., 2019); горбатого кита (Megaptera novaeangliae), запутавшегося и погибшего в рыболовных сетях (Горбатый кит.., 2018); найденного на берегу в зал. Корф серого кита, запутавшегося в ставном неводе у берегов о. Сахалин (Байбарза, 2016); 4 попадания сивучей в тралы: один зверь (взрослый секач) был живым и отпущен в море без повреждений, 3 животных (все самцы-секачи) оказались мертвы [Корнев, 2019] и др. В 2021 году отмечен один случай смерти кольчатой нерпы на траловом промысле минтая в Беринговом море. Также, по данным КамчатНИРО, на промысле минтая в Охотском море отмечен случай гибели одной крылатки.
Спасение морских млекопитающих из орудий лова
Спасение морских млекопитающих из орудий лова зависит от того на какой глубине случилось событие и сколько времени прошло с момента попадания в рыбацкие снасти. Многие китообразные и тюлени могут задерживать дыхание на продолжительное время, от 15 минут до часа и более. По данным КамчатНИРО, в 2021 году на промысле минтая в Охотском море в орудия лова попал малый полосатик, который был выпущен в живом виде. Довольно часто на палубе рыбацких судов оказываются живые сивучи, заплывающие в траловый мешок перед подъёмом снасти на борт судна.
Охранные законодательные меры
Обязанности и права рыбаков закреплены в федеральном законе «О рыболовстве» от 20.12.2004 N 166-ФЗ. Кроме этого, Министерство сельского хозяйства Российской Федерации ежегодно издаёт приказы по каждому рыбохозяйственному бассейну, которые имеют приложения, подробно регулирующие деятельность рыбаков. Например, в «Правилах рыболовства для Дальневосточного рыбохозяйственного бассейна» (http://www.consultant.ru/document/cons_doc_LAW_418287/) в статье 22.18. прямо указывается: "Попавшие в орудия добычи (вылова) такие водные биоресурсы должны немедленно в живом виде выпускаться в естественную среду обитания с наименьшими повреждениями, а факт их поимки должен регистрироваться в промысловом журнале (в графе «Вес добытых (выловленных) водных биоресурсов по видам (кг)».
Если выясняется, что вид животного, попавшего и скончашееся в орудиях добычи, внесено в Красную книгу РФ, то согласно постановлению Правительства РФ № 1322 от 23.07.2022 «Об утверждении такс для исчисления размера вреда причиненного водным биологическим ресурсам» начисляется штраф, в размере утвержденной таксы. Размеры таксы установлены для каждого вида морских млекопитающих отдельно. Например, если наименьшая такса за байкальскую нерпу и курильского тюленя антура составляет 20 550 руб., то наибольший размер таксы установлен за гренландского кита и серого кита охотоморских популяций — по 1 918 000 руб. за особь.